# Dinosaurierfilm
Als Dinosaurierfilme werden Filme bezeichnet, in denen Dinosaurier oder dinosaurierähnliche Wesen eine herausragende Rolle spielen. Schon seit den Anfängen der Filmgeschichte wurden immer wieder Dinosaurier als spezielle Attraktion für das Publikum auf der Leinwand präsentiert. In Mark F. Berrys Buch The Dinosaur Filmography, das im Jahr 2005 einen vollständigen Überblick über sämtliche bis dahin erschienenen Dinosaurierfilme gab, wurden alle Filme aufgenommen, die „ein oder mehrere Exemplare von ausgestorbenen Reptilien zeigen“. Dinosaurierähnliche Darstellungen wurden aufgenommen, wenn die Intention der Filmemacher bestand, reale oder fiktive Dinosaurier zu zeigen. Filme über andere ausgestorbene Tiere oder mythologische Lebewesen wurden nicht aufgenommen.

## Geschichte
Die ersten, um 1905 entstandenen Filme, die die Möglichkeiten des neuen Mediums zur Darstellung dieser ausgestorbenen Geschöpfe nutzten, sind verloren gegangen. Die ersten wirklich erfolgreichen und bis heute erhaltenen Dinosaurier-Filme waren jene über die „wunderbar dressierte“ Dinosaurierdame Gertie, gezeichnet von Winsor McCay und der von David Wark Griffith inszenierte Film Brute Force, der mit kaum animierbaren Dinosaurier-Modellen auskommen musste.
Einen besonderen Stellenwert nimmt der Stummfilm Die verlorene Welt aus dem Jahr 1925 ein. Ausgehend von dem populären Roman Die vergessene Welt (1912) des Sherlock-Holmes-Autors Arthur Conan Doyle, der den Stoff seines Bestsellers aus den Bone Wars in den USA und den darauf folgenden Funden der „Dinojäger“ bezog, stellt er erstmals die Dinosaurier nicht als angriffslustige Einzelmonster dar, sondern als Tiere, die auch friedlich in Herden zusammenleben können, solange sie der Mensch nicht stört. Für die Animationen in Stop-Motion-Technik war Willis O’Brien zuständig, der ein Jahrzehnt zuvor schon Dinosaurier-Kurzfilme für Thomas Alva Edisons Motion Picture Company gedreht und für The Ghost of Slumber Mountain (1918) Dinosaurier erstmals unter wissenschaftlicher Beratung des Paläontologen Barnum Brown vom American Museum of Natural History erstellt hatte. Die verlorene Welt inspirierte eine Reihe von Remakes und Dinosaurierdarstellungen anderer Filme, z. B. in King Kong und die weiße Frau von 1933.
Für Filmproduzenten und Regisseure war es reizvoll, Filmtrick und Trickfilm dafür einzusetzen, die Dinosaurier, von denen man nur die Knochen kannte, zumindest auf der Leinwand wieder lebendig werden zu lassen. Viele Monster bekamen im Film ein Aussehen, das an die Schuppen, Knochenplatten, Hörner, Dornen und Zähne der Dinosaurier-Fossilien erinnerte.
Verbesserte Animationstechniken und schließlich die Computeranimation führten seit Steven Spielbergs Produktionen In einem Land vor unserer Zeit (1988) und Jurassic Park (1993) zu einem regelrechten Boom an Saurierfilmen. Die Popularität, die die ausgestorbenen Urzeitriesen durch diese Filme in der Bevölkerung bekamen, wirkten auch auf die Forschung zurück. Umgekehrt konnten neue Erkenntnisse über die Lebensweise dieser Reptilien im Mesozoikum in zahlreiche Dokumentarfilme und Fernsehproduktionen einfließen. Der Erfolg der Filme setzte Impulse für die Paläokunst, eine Kunstform, die sich bemüht, wissenschaftliche Erkenntnisse der Paläontologie in Werke der Bildenden Kunst umzusetzen. Im Film kommt man nicht ohne die Entwürfe dieser Künstler und Designer für Storyboards und Modelle aus. Das genaue Aussehen der Dinosaurier ist nicht bekannt. Besonders die Färbung und die Bewegungsabläufe können nur durch Vergleiche mit heute lebenden Tieren rekonstruiert werden. Intuition und Fantasie sind ausschlaggebend.

## Inhalte

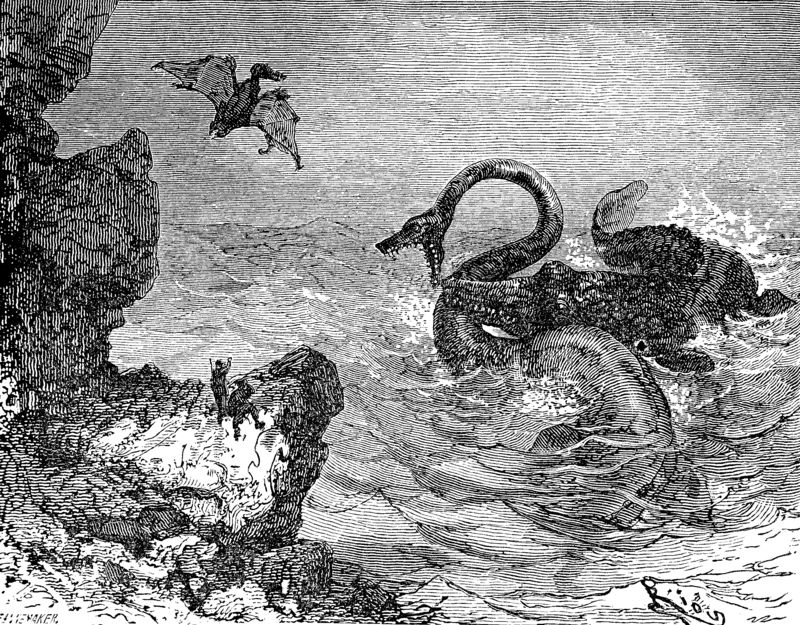
Menschen treffen auf Dinosaurier – Illustration von Édouard Riou zu Jules Vernes Roman Die Reise zum Mittelpunkt der Erde

Die Darstellung der Dinosaurier im Film beeinflusste das populäre Bild vom Verhalten und der Lebensweise dieser ausgestorbenen Riesenechsen nachhaltig. Von Anfang an wurden in diesen Filmen die Saurier fast immer den heutigen Menschen zeitgleich gegenübergestellt. In Wirklichkeit waren sie bereits am Ende des Mesozoikums vor 65 Millionen Jahren ausgestorben, während die ersten Vorfahren des heutigen Menschen erst im späten Känozoikum, zu Beginn des Quartärs vor rund 2,5 Millionen Jahren, auftraten. Verschiedene phantastische Phänomene wurden von Schriftstellern und Drehbuchautoren als Begründung für das Zusammentreffen von Menschen und Dinosauriern konstruiert. In Jules Vernes 1854 erschienenem, später oft verfilmten Roman Die Reise zum Mittelpunkt der Erde, treffen Wissenschaftler im Inneren der Erde auf die urzeitlichen Lebewesen. Bei Arthur Conan Doyle ist die „vergessene Welt“ ein bisher unerforschter Teil des südamerikanischen Dschungels, in dem Dinosaurier überleben konnten. Conan Doyle schuf mit The Lost World einen Topos, der untrennbar mit Abenteurern und Dinosauriern verbunden ist.
Einfacher machte es sich D. W. Griffith in seinem 1914 erschienenen Film Brute Force. Um seinen Spielfilm über das Verhalten der Steinzeitmenschen interessanter zu machen, zeigte er Szenen, in denen Dinosaurier Menschen bedrohen. Durch die Rahmenhandlung wird klar, dass sich das Steinzeitszenario nur in der Vorstellung eines gelangweilten Partygastes in Griffiths eigener Zeit abspielt. Dennoch blieb die Zusammenstellung der frühen Menschheit mit den ausgestorbenen Riesen ein im Film regelmäßig wiederholtes Klischee. In der Zeichentrickserie Familie Feuerstein (1960–1966) wird es auf humoristische Weise ausgeschlachtet. Ein weiteres in Dinosaurierfilmen häufig verwendetes Muster geht ebenfalls auf Griffiths Brute Force zurück: die Tiere werden als blutrünstige Monster dargestellt, die reflexartig alles angreifen, was sich bewegt. Erst in der Verfilmung Die verlorene Welt von Willis O’Brien aus dem Jahr 1925 werden Dinosaurier nicht nur als einzelgängerische Raubtiere, sondern auch als friedliebende Herdentiere gezeigt.